# Daniil Goriáchev
Daniil Olégovich Goriáchev –en ruso, Даниил Олегович Горячев– (San Petersburgo, 12 de enero de 1995) es un deportista ruso que compite en curling.
Ganó dos medallas en el Campeonato Mundial de Curling Mixto, en los años 2016 y 2018, y una medalla de plata en el Campeonato Mundial de Curling Mixto Doble de 2018.

## Palmarés internacional
| Campeonato Mundial Mixto       | Campeonato Mundial Mixto | Campeonato Mundial Mixto | Campeonato Mundial Mixto |
| Año                            | Lugar                    | Medalla                  | Prueba                   |
| ------------------------------ | ------------------------ | ------------------------ | ------------------------ |
| 2016                           | Kazán (Rusia)            | Medalla de oro           | Mixto                    |
| 2018                           | Kelowna (Canadá)         | Medalla de bronce        | Mixto                    |
| Campeonato Mundial Mixto Doble |                          |                          |                          |
| Año                            | Lugar                    | Medalla                  | Prueba                   |
| 2018                           | Östersund (Suecia)       | Medalla de plata         | Mixto doble              |